# 1830 Pogson
1830 Pogson eller 1968 HA är en asteroid i huvudbältet som upptäcktes den 17 april 1968 av den Schweiziska astronomen Paul Wild vid Observatorium Zimmerwald. Den har fått sitt namn efter den brittiske astronomen Norman R. Pogson.
Asteroiden har en diameter på ungefär 7 kilometer och den tillhör asteroidgruppen Flora.